# Malaysische Badmintonmeisterschaft 1969
Die Malaysische Badmintonmeisterschaft 1969 fand Anfang September 1969 in Alor Setar statt.

## Finalresultate
| Disziplin    | Sieger                             | Finalist                        | Ergebnis   |
| ------------ | ---------------------------------- | ------------------------------- | ---------- |
| Herreneinzel | Punch Gunalan                      | Abdul Rahman Mohamed            | 15–4, 15–9 |
| Dameneinzel  | Rosalind Singha Ang                | Yap Hei Lin                     | 11–8, 11–5 |
| Herrendoppel | Punch Gunalan Yew Cheng Hoe        | Abdul Rahman Mohamed Ng Tat Wai | 15–8, 15–3 |
| Damendoppel  | Rosalind Singha Ang Teoh Siew Yong | Yap Hei Lin Rahimar Bakar       | 15-1, 15-3 |